# Stevenia
Die Stevenia sind eine Pflanzengattung in der Familie der Kreuzblütengewächse (Brassicaceae). Zur Gattung gehören vier Arten, die in China, der Mongolei und Russland heimisch sind.
Die Gattung wurde nach dem finnischen Botaniker und Entomologen Christian von Steven (1781–1863) benannt.

## Beschreibung

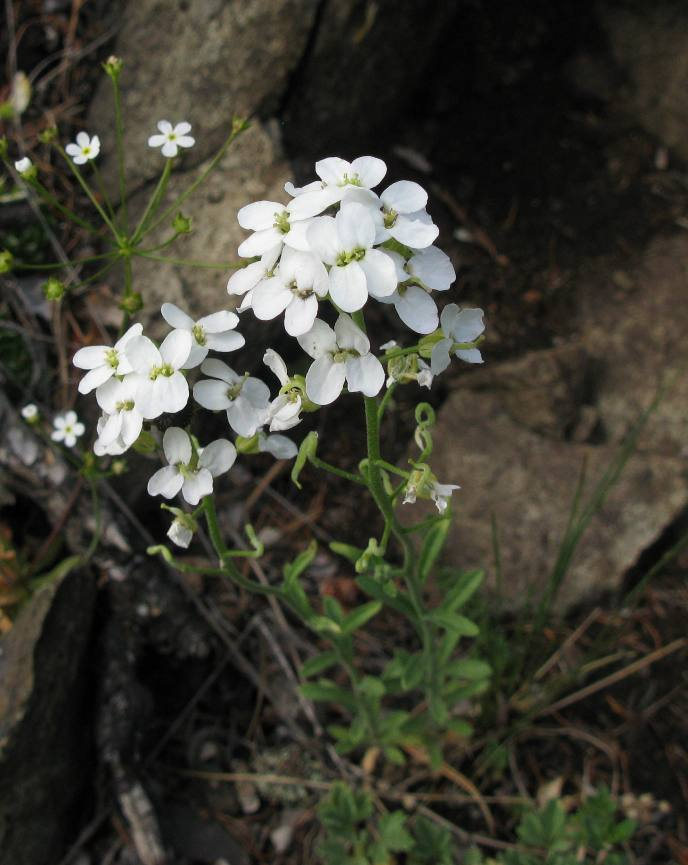
Stevenia cheiranthoides

Bei Stevenia-Arten handelt es sich um ein-, zwei- oder mehrjährige krautige Pflanzen mit aufrechtem, häufig auf halber Höhe der Stängel sich verzweigendem Wuchs. Die Pflanzen sind mir Sternhaaren bedeckt. Die einfachen Laubblätter sind länglich-rund.
Die Blüten stehen in traubigen Blütenständen zusammen ohne Hochblätter. Die vierzähligen Blüten sind zwittrig mit doppelten Perianth. Die vier Kelchblätter sind abgerundet länglich. Die vier Kronblätter sind weiß, rosa, violett oder gelblich. Die sechs Staubblätter tragen eiförmig bis abgerundet längliche Staubbeutel. Die Fruchtknoten enthalten (selten zwei bis) meist vier bis vierzig Samenanlagen.

## Systematik und Verbreitung
Es gibt nur vier Stevenia-Arten:
- Stevenia alyssoides Adams & Fisch.: Sie kommt im südlichen und östlichen Sibirien und in der Mongolei vor.[2] Mit den Unterarten:
  - Stevenia alyssoides subsp. alyssoides
  - Stevenia alyssoides subsp. zinaidae (Malyzschev) Kamelin: Sie kommt in Irkutsk und in der Mongolei vor.
- Stevenia cheiranthoides DC.: Sie kommt von Zentralasien und Sibirien bis zur Inneren Mongolei vor.[2]
- Stevenia incarnata (Pall. ex DC.) Kamelin: Sie kommt von Kasachstan bis Sibirien und zur Mongolei vor.[2]
- Stevenia sergievskajae (Krasnob.) Kamelin & Gubanov: Sie kommt vom südwestlichen Sibirien bis zur Mongolei vor.[2]

## Weiterführende Literatur
- Rudolf V. Kamelin: Notes on Cruciferae of Siberia and Mongolia. Genus Stevenia, in: Bot. Zhurn., 80(3): 73 (1995)